# اینترنت در افغانستان
هم اکنون طبق آخرین آمار افغانستان دارای بیش از دو میلیون کاربر اینترنت می‌باشد. برای اولین بار افغانستان دامینaf. را در سال ۲۰۰۳ گرفت. مرکز شبکه اطلاعات افغانستان به انگلیسی ((Afghanistan Network Information Center (AFGNIC) مدیریت سراسری اینترنت را به عهده دارد. دولت کنونی اینترنت را عنوان یک منبع مهم رشد و توسعه برای کشور به رسمیت می‌شناسد، و اعتقاد دارد که فناوری اطلاعات و ارتباطات می‌تواند فرصت‌هایی خوبی را برای تمام قشرهای جامعه ایجاد کند. در نوامبر سال ۲۰۰۶، وزارت ارتباطات قراردادی را با یک شرکت‌های چینی برای ایجاد یک شبکه کابل فیبر نوری در سراسر کشور امضا کرد.

## تعداد کاربران اینترنت در افغانستان
| سال  | کابران    | جمعیت     |
| ---- | --------- | --------- |
| ۱۳۷۸ | ۲۰۰،۰۰۰   | ۲۲ میلیون |
| ۱۳۸۲ | ۳۰۰۰۰۰    | ۲۷ میلیون |
| ۱۳۸۸ | ۱٬۰۰۰٬۰۰۰ | ۲۹ میلیون |
| ۱۳۹۰ | ۱٬۲۵۷٬۰۰۰ | ۳۰ میلیون |

## دسترسی
تا سال ۲۰۱۲، ادارات دولتی در افغانستان به اینترنت متصل شده بودند و برنامهٔ «حکومت الکترونیک» نیز با هدف تأمین امنیت شبکه در این ادارات شروع به کار کرده بود.
در سال ۲۰۱۰ دولت افغانستان اقدام به بستن کافه‌های اینترنتی کرد که محتوای غیراخلاقی در دسترس کاربران قرار می‌دادند.
دولت افغانستان در زمان‌های مختلف اقدام به فیلترینگ اینترنت کرده‌است. از جمله، وب‌گاه یوتیوب در افغانستان در پاسخ به منتشر شدن یک فیلم توهین‌آمیز به پیامبر اسلام فیلتر شد که بعداً در سال ۲۰۱۳ از فیلتر خارج شد.
اکثر کاربران اینترنتی در افغانستان از اینترنت سیم کارت استفاده می کنند. هر چند شرکت هایی به منظور تهیه و توزیع اینترنت در کلان شهرهای افغانستان وجود دارند ولی اکثر کاربران اینترنت در افغانستان از اینترنت سیم کارتهای روشن، سلام، ام تی ان، اتصالات و افغان بی سیم استفاده می کنند.

## قیمت اینترنت در افغانستان
برای اینترنت در کشور افغانستان نرخ مشخصی وجود ندارد و شرکت‌های ارائه‌دهنده نظر به بسته‌ها و کیفیت آن‌ها نرخ‌هایی را وضع می‌کنند.
افغانستان از جمله کشورهایی است که نرخ اینترنت در آن خیلی بالا است و کیفیت آن کم که بارها کاربران اینترنت در شبکه‌های مجازی با هشتک‌هایی همچون #اترا_کجاست و #قیمت_اینترنت_را_کاهش_دهید به این موضوع واکنش جمعی نشان داده‌اند.

## نام دامنه
افغانستان دارای دامین af. می‌باشد.